# Shastra
Shastra (Sanskrit शास्त्र śāstra) bezeichnet eine Schrift, Lehre, Anweisung im allgemeinen Sinne. So bedeutet Astra Shastra das Wissen über die Waffen, Astra heißt Waffe, und Shastra Wissen oder Lehrbuch. Es kann sich dabei sowohl um Schriften religiöser als auch technischer Natur handeln. Im Hinduismus bezieht es sich meist  auf die Veden, von denen es heißt, es gebe in deren Verbindung 14 oder 18 Shastras. Das Wort Shastra wird auch kollektiv auf eine Ansammlung von Schriften verwendet und bezieht sich dann auf ein Lehrgebäude, wie z. Bsp. Vedanta Shastra (die Lehre des Vedanta), Yoga Shastra (Lehre des Yoga), Dharma Shastra (Gesetzbuch oder -bücher), von denen die Manusmriti das bekannteste ist, Kavya Shastra (poetisches Werk oder Poesie allgemein), Shilpa Shastra (Mechanik), Kama Shastra (erotische Literatur) oder Alamkara Shastra (Rhetorik). Ein bedeutendes Lehrbuch über den Umgang mit politischer Macht ist das Artha Shastra.
In der buddhistischen Literatur ist Shastra in der Regel ein erklärender Kommentar zu einer Schrift, meist zu einem Sutra. 
Auf Indonesisch bedeutet Sastra "Literatur".